# Aleksandar Aleksandrov
Aleksandar Aleksandrov (bulgarisch Александър Александров Alexandar Alexandrow; * 9. April 1990 in Sofia, Bulgarien) ist ein bulgarischer Ruderer, der seit 2010 für Aserbaidschan antritt. Er ist zweifacher Olympiateilnehmer sowie zweifacher Medaillengewinner bei Ruder-Europameisterschaften.

## Karriere
Aleksandrov begann im Jahr 2003 in Bulgarien mit dem Rudersport und konnte schnell Erfolge feiern. Bereits im jungen Alter von 15 Jahren nahm er 2005 erstmals an den Junioren-Weltmeisterschaften im Rudern teil, wo er mit seinem ebenfalls jungen Partner Georgi Boschilow jedoch nicht das A-Finale erreichen konnte. Bei einer weiteren Teilnahme an den Junioren-Weltmeisterschaften 2006 gewann Aleksandrov für Bulgarien antretend jedoch eine Silbermedaille im Einer. Bei den Junioren-Weltmeisterschaften 2007 konnte er die Goldmedaille im Einer gewinnen. Bei den Junioren-Weltmeisterschaften 2008 gewann er ebenfalls den Titel im Einer. Ab dem Eintritt in die U23-Altersklasse im Jahr 2009 nahm er außerdem durchgehend bis 2012 an den U23-Weltmeisterschaften teil und gewann für Aserbaidschan antretend 2010 die Silbermedaille und 2012 die Goldmedaille im Einer.
In der offenen Altersklasse wurde Aleksandrov bereits ab 2007 für Bulgarien eingesetzt. Im Einer sammelte er erste Erfahrung beim Ruder-Weltcup in München sowie bei den Europameisterschaften in Posen, bei denen er die Bronzemedaille gewann. Seine letzte internationale Meisterschaftsteilnahme für Bulgarien absolvierte er bei den Europameisterschaften 2009.
Zur Saison 2010 wechselte Aleksandrov nach Aserbaidschan. Dort wurde in Mingəçevir auf Betreiben des Staatspräsidenten İlham Əliyev ein Olympia-Trainingszentrum aus der Sowjetzeit für umgerechnet 38 Millionen Euro renoviert und eröffnet, wozu auch internationale Spitzenathleten verschiedener Sportarten mit Staatsgeldern gekauft wurden. Aleksandrov wechselte als einer von vier bulgarischen Ruderern nach Aserbaidschan, trainierte dort unter dem deutschen Trainer Rüdiger Hauffe und nahm die Staatsangehörigkeit an.
Sportlich gelang Aleksandrov in Aserbaidschan der Sprung in die Weltspitze der Skuller. Er qualifizierte sich bei den Ruder-Weltmeisterschaften 2011 mit einem 11. Platz im Einer für die Olympischen Sommerspiele 2012 in London, wo er das Finale erreichte und den fünften Gesamtrang belegte. Im Folgejahr wurde er bei den Europameisterschaften ebenfalls Fünfter, das WM-Finale verpasste er jedoch knapp. Ab 2014 ruderte Aleksandrov regelmäßig auch mit Boris Yotov im Doppelzweier, das Duo gewann die Silbermedaille bei den Europameisterschaften hinter der litauischen Auswahl. Zu den Weltmeisterschaften kehrte Aleksandrov in den Einer zurück und belegte Platz 6. Nachdem in der Folge die Teilnahme an den Ruder-Europameisterschaften 2015 im Einer mit einem 14. Rang misslang, konzentrierte er sich mit Yotov auf den Doppelzweier und qualifizierte diese Bootsklasse für Aserbaidschan mit einem siebten Rang bei den Weltmeisterschaften 2015 für die Olympischen Sommerspiele 2016. Bei 13 gestarteten Mannschaften gelang dem Duo in Rio de Janeiro jedoch lediglich der 12. Gesamtrang.
Im neuen Olympiazyklus kehrte Aleksandrov in den Einer zurück und erreichte mit dem sechsten Platz das Finale bei den Europameisterschaften 2017.
Aleksandrovs Körpergröße beträgt von 1,89 m bei einem Wettkampfgewicht von rund 94 kg.